# محمد أليمو ديالو
محمد أليمو ديالو Mamadou Alimou Diallo، من مواليد 2 ديسمبر 1984 في كوناكري في غينيا، لاعب كرة قدم غيني.
بدأ مسيرته الكروية مع نادي ساتلايت في موسم 2003/2004، وفي عام 2004 انتقل إلى نادي لوكيرين البلجيكي، ولعب معهم حتى عام 2007، وشارك معهم في 50 مباراة وسجل هدف واحد، ومنذ عام 2007 وهو يلعب مع نادي سيفاسبور التركي.
و هو يلعب مع منتخب غينيا لكرة القدم.

## وصلات خارجية
- محمد أليمو ديالو على موقع اتحاد تركيا (لاعب) (الإنجليزية)
- محمد أليمو ديالو على موقع قاعدة بيانات كرة القدم.إي يو (الإنجليزية)
- محمد أليمو ديالو على موقع ناشيونال فوتبول تيمز (الإنجليزية)
- محمد أليمو ديالو على موقع عالم كرة القدم.نت (الإنجليزية)